# تیم پالمر (هواشناس)
تیم پالمر (انگلیسی: Tim Palmer؛ زادهٔ ۳۱ دسامبر ۱۹۵۲) یک دانشمند اهل بریتانیا است.